# John Scudamore (Politiker, um 1380)
Sir John Scudamore (auch John Skydemore) (* um 1380; † nach 1436) war ein englischer Adliger, Militär und Politiker. Er war der Schwiegersohn des walisischen Rebellen Owain Glyndŵr und hatte eine lange Karriere als Soldat und als Träger von öffentlichen Ämtern.

## Herkunft
Scudamores Herkunft ist nicht genau geklärt, doch der Mittelpunkt seiner umfangreichen Besitzungen lag bei Kentchurch in Herefordshire unweit der Grenze zum walisischen Monmouthshire. Er  entstammte vermutlich einer Familie der Gentry, die seit dem frühen 12. Jahrhundert im Gebiet der Welsh Marches nachgewiesen ist und wahrscheinlich ein Sohn von Sir John Skydemore aus Kentchurch und von Alice, einer Tochter von Sir Walter Bredwardine aus Herefordshire.

## Gefolgsmann der Barone Talbot
Vermutlich begann Scudamore seine Karriere im Dienst von Gilbert Talbot, 3. Baron Talbot, der ihm 1387 lebenslang eine Zahlung von £ 2 versprach. Gilberts Sohn Richard Talbot versprach ihm weitere £ 3 jährlich. Nach dem Tod Richard Talbots ernannte König Richard II. Scudamore 1396 während der Minderjährigkeit von Richard Talbots Sohn Gilbert zum Constable von Goodrich Castle. Als Gilbert Talbot 1403 volljährig wurde, blieb Scudamore wahrscheinlich weiter sein Gefolgsmann und diente ihm 1411 als Steward von Archenfield. Daneben diente Scudamore William Beauchamp, dem Lord von Abergavenny, 1393 und 1398 als Steward der Stadt Abergavenny. 1395 hatte Scudamore Alys geheiratet, eine Tochter des walisischen Edelmanns Owain Glyndŵr.

## Unterstützer von König Richard II.
Im September 1396 trat Scudamore als King’s Esquire in den Dienst von König Richard II. und vertrat 1397 Herefordshire als Knight of the Shire im House of Commons. Im November 1398 gehörte er zum Rat von John Holland, 1. Duke of Exeter, dem Halbbruder des Königs. Im Oktober 1397 und im Juli 1398 besetzte Scudamore Ländereien von Thomas of Woodstock, 1. Duke of Gloucester, einen der Lord Appellants, in den westlichen Midlands, in Herefordshire und in Monmouthshire.

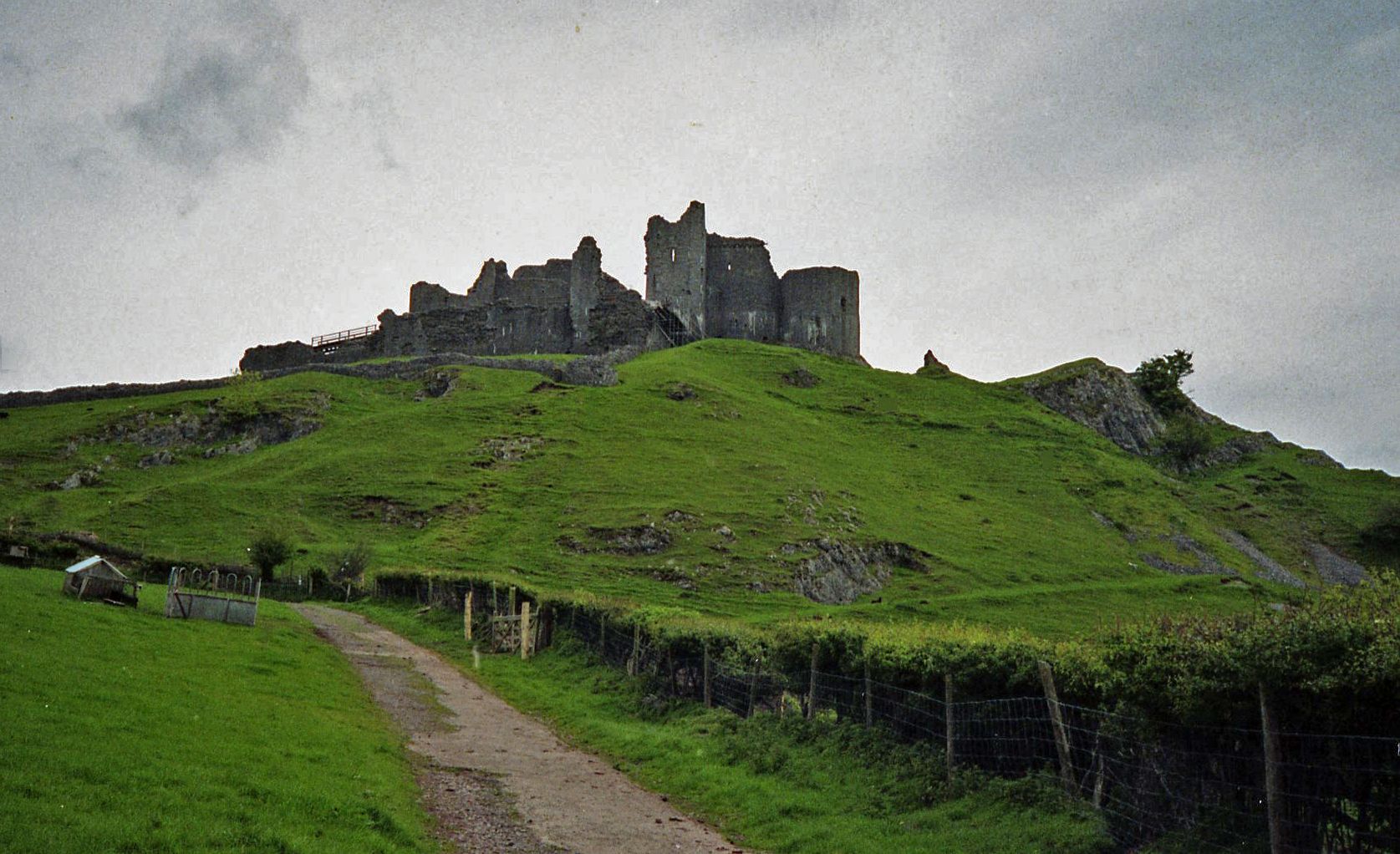
Während der Rebellion von Owain Glyndŵr verteidigte Scudamore 1403 erfolgreich Carreg Cennen Castle gegen die Rebellen

## Verwalter von König Heinrich IV. in Südwales
Obwohl er somit während der Tyrannei von Richard II. eindeutig auf der Seite des Königs gestanden hatte, behielt Scudamore seine Stellung auch nach dem Sturz Richards II. und der Thronbesteigung von Heinrich IV. Vermutlich hatte er zu Heinrich IV. ein gutes Verhältnis, seitdem er ihm 1393 und 1394 als stellvertretender Steward von Breconshire gedient hatte. Im Herbst 1400 begleitete Scudamore Heinrich IV. auf dessen Feldzug nach Schottland. Am 28. Mai 1401 erhielt er als King’s esquire ein Jahresgehalt von 20 Mark. Zwei Tage später ernannte ihn der König zum lebenslangen Steward seiner walisischen Herrschaft Kidwelly und im Oktober 1401 zum Kommandanten von Carreg Cennen Castle in Südwales. Zu diesem Zeitpunkt weitete sich die Rebellion seines Schwiegervaters Owain Glyndŵr zunehmend aus, weshalb sich Scudamore in einer schwierigen Position befand. Trotz seiner verwandtschaftlichen Bindung zu Glyndŵr blieb Scudamore ein loyaler Unterstützer des Königs. Als die Rebellen im Juli 1403 Carmarthenshire überrannten und im August Kidwelly Castle angriffen, zog sich Scudamore nach Carreg Cennen Castle zurück. Am 4. Juli traf er in Dryslwyn Castle seinen Schwiegervater, um für seine Frau und deren Mutter, Glyndŵrs Tochter und Ehefrau, sicheres Geleit zu erbitten. Glyndŵr verweigerte ihm jedoch diese Bitte. Danach konnte Scudamore Carreg Cennen Castle erfolgreich gegen die Angriffe der Rebellen verteidigen. Sein Verwandter Philip Scudamore schloss sich dagegen der Rebellion an, was zusammen mit seiner Beziehung zu Glyndŵr im August 1405 zu einer Anklage gegen Scudamore wegen Hehlerei und Unterstützung der Rebellen führte. Die Anklage wurde jedoch eindeutig zurückgewiesen und Scudamore behielt seine Ämter. Im September 1404 war er bereits Constable von Grosmont Castle geworden und konnte auch hier einen Angriff der Rebellen zurückschlagen. Zum Dank ernannte ihn der König am 22. April 1405 zum lebenslangen Constabler der königlichen Burg Carmarthen. Im Oktober 1405 nahm er an einem Feldzug von Sir Richard Arundell gegen die Rebellen in Südwales teil und wurde zum Knight Bachelor geschlagen. Im November 1408 erhielt er ein lebenslanges Nutzungsrecht von Ländereien in Carmarthenshire, die der König von Rebellen beschlagnahmt hatte. Seine Amtsführung war jedoch nicht unumstritten. Im September 1413 wurde er von mehreren Bürgern aus Glyndŵr des Machtmissbrauchs, der Korruption und der Unterschlagung von Abgaben beschuldigt. Im Oktober 1413 überlebte er einen Mordversuch von Henry Dwnn, einem ehemaligen Unterstützer von Glyndŵr, in einem Hinterhalt bei Carmarthen.
Der Überlieferung nach verbrachte Owain Glyndŵr nach dem Scheitern der Rebellion 1413 seine letzten Lebensjahre inkognito auf Monnington Straddle, einem Gut von Scudamore, wo er um 1416 starb.

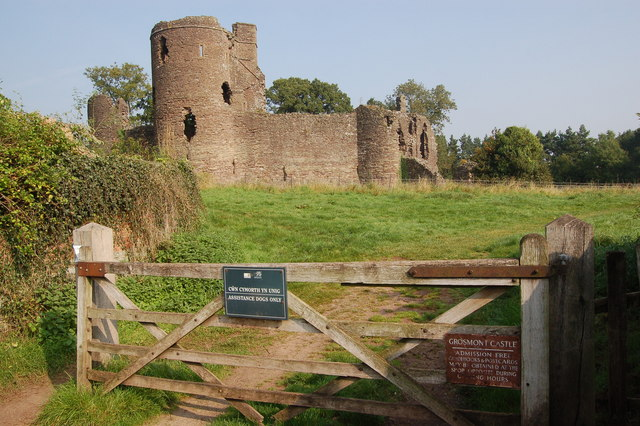
Die Ruine von Grosmont Castle, das Scudamore 1404 gegen die Rebellen verteidigte

## Landadliger in Herefordshire und Kämpfe in Frankreich
Neben seinen vielfältigen Ämtern in Südwales vernachlässigte Scudamore nicht seine Stellung in seiner Heimat Herefordshire. 1405 belehnte ihn Sir John Chandos mit Wellington und Fownhope. 1409 war er Sheriff von Herefordshire und nach Ablauf seiner Amtszeit 1410 wieder Knight of the Shire für Herefordshire im Parlament, ebenso wie in den beiden Parlamenten von 1414. Nachdem er 1415 sein Amt als Steward von Kidwelly aufgegeben hatte, brach er im Juli 1415 mit vier Men-at-arms und zwölf Bogenschützen nach Frankreich auf, um am Feldzug von König Heinrich V. teilzunehmen. Er nahm an der Belagerung von Harfleur teil und blieb anschließend unter Thomas Beaufort, Earl of Dorset als Captain der Besatzung in der eroberten Stadt. Nachdem Beaufort bei einem Raubzug in die Normandie im März 1416, an dem Scudamore vermutlich teilgenommen hatte, alle Pferde verloren hatte, wurde er nach England geschickt, um um Verstärkungen und Nachschub zu bitten. Vermutlich kehrte er anschließend wieder nach Harfleur zurück, ehe er im Herbst 1418 wieder nach England zurückkehrte. 1422 wird er nochmals als Kommandant des Hafens von Harfleur genannt.
In England begann er eine Fehde mit Malcolm Walwyn um Longford bei Leominster, dessen Besitzer Thomas Walwyn 1415 gestorben war. Scudamore besetzte 1418 das Gut gewaltsam, doch vergab es der König im Juli 1419 schließlich an John Merbury. Gleichzeitig begann Scudamore einen Streit mit Robert Brut, einem Cousin des Schwiegervaters seines Sohnes. Scudamores Sohn John hatte Margaret, die Tochter und Erbin von Sir Thomas Brut geheiratet, doch Robert Brut beanspruchte Teile des Erbes für sich. Der Streit wurde ab 1422 vor dem königlichen Gericht behandelt, das die umstrittenen Güter zunächst zur Verwaltung ebenfalls an John Merbury übergab, ehe sie schließlich nach 1423 doch Scudamores Sohn zugesprochen wurden. In den Parlamenten von 1419, von Mai 1421 und von 1423 war Scudamore erneut Knight of the Shire für Herefordshire. Vermutlich nahm er ab April 1422 zusammen mit seinem Sohn am Feldzug von Heinrich V. in Frankreich teil, doch kehrten sie wahrscheinlich nach dem Tod des Königs im August nach Südwales zurück.

## Günstling des Duke of Gloucester
Im Februar 1423 wurde Scudamore als Constabler von Carmarthen Castle bestätigt und im Juni wurde er erneut Steward des Duchy of Lancaster für Kidwelly. Zwischen 1424 und 1426 war er Sheriff von Carmarthenshire, und im August 1425 wurde zusätzlich Steward von Monmouth und den Three Castles White Castle, Grosmont und Skenfrith. Er war somit einer der einflussreichsten Beamten in Südwales, und diese Stellung verdankte er vermutlich seinen guten Beziehungen zu Humphrey, Duke of Gloucester, dem Lordprotektor von England. 1429 wurde er mit Dryslwyn Castle belehnt und 1430 wurde er zusammen mit seinem Schwiegersohn Gruffudd Dwnn Verwalter von Ländereien in Carmarthenshire. Im April 1431 war er stellvertretender Justitiar von Südwales. In diesem Jahr war er auch erneut Sheriff von Herefordshire. Zu seinem Vertreter als Steward von Kidwelly wurde Anfang 1433 Gruffudd ap Nicolas. 1426, 1429 und 1433 war Scudamore erneut Abgeordneter für Herefordshire.

## Verlust seiner Ämter und Tod
1433 kam es zu einem abrupten Ende seiner Karriere. Nach Beginn der Rebellion seines Schwiegervaters Owain Glyndŵr waren dessen Besitzungen 1400 John Beaufort zugesprochen worden, der sie jedoch während der Rebellion nicht in Besitz nehmen konnte. Dessen Sohn und Erbe John Beaufort war 1421 in französische Gefangenschaft geraten und kam erst 1438 wieder frei. Dadurch konnte Scudamore die Ländereien seines Schwiegervaters in Besitz nehmen. 1430 wollte er die Ächtung seines Schwiegervaters postum anfechten lassen und beanspruchte auch offiziell die Übertragung von Glyndyfrdwy und Sycharth. Dies rief im Parlament von 1433 den Widerstand von Beauforts Bruder Edmund Beaufort hervor. In einer ersten Petition wies Beaufort Scudamores Ansprüche zurück, und in einer zweiten berief er sich auf ein 1402 während der Rebellion von Owain Glyndŵr erlassenes Gesetz, nachdem ein Engländer, der mit einer Waliserin verheiratet war, keine öffentlichen Ämter ausüben dürfe. Beauforts Onkel Kardinal Henry Beaufort unterstützte seinen Neffen, so dass diesen Anträgen stattgegeben wurde. Am  8. August 1433 verlor Scudamore, dessen Frau Alys Waliserin war, alle seine öffentlichen Ämter, am 12. August wurde er seiner Ämter im Duchy of Lancaster enthoben. Seine Ämter des Duchy of Lancaster wurden Edmund Beaufort übertragen. Da Beaufort sich als hoher Adliger und Militär selten in Wales aufhielt, wurde sein Vertreter Gruffudd ap Nicolas so zu einem der mächtigsten Beamten in Wales. Scudamore wird dagegen 1436 im Gefolge von Richard von York, einem Gegenspieler von Beaufort, erwähnt.

## Familie und Nachkommen
Aus seiner Ehe mit Alys, der Tochter von Owain Glyndŵr und von Margaret Hanmer, hatte er mindestens zwei Kinder:
- John Scudamore (um 1400–nach 1461)
- Joan Scudamore ⚭ Gruffudd Dwnn[5]